# Chrysotoxum pubescens
Chrysotoxum pubescens är en tvåvingeart som beskrevs av Friedrich Hermann Loew 1864. Chrysotoxum pubescens ingår i släktet getingblomflugor, och familjen blomflugor. Inga underarter finns listade i Catalogue of Life.